# Christian Dissinger
Christian Dissinger (15 de noviembre de 1991 en Ludwigshafen, Alemania) es un jugador de balonmano alemán que actualmente juega en el Tatabánya KC y en la selección de balonmano de Alemania.

## Palmarés

### Selección nacional
| Juegos Olímpicos   | Juegos Olímpicos | Juegos Olímpicos  | Juegos Olímpicos |
| Año                | Lugar            | Medalla           |                  |
| ------------------ | ---------------- | ----------------- | ---------------- |
| 2016               | Río de Janeiro   | Medalla de bronce |                  |
| Campeonato Europeo |                  |                   |                  |
| Año                | Lugar            | Medalla           |                  |
| 2016               | Polonia          | Medalla de oro    |                  |

### Kiel
- Supercopa de Alemania (1): 2015
- Copa de Alemania de balonmano (1): 2017

### Vardar
- Liga de Campeones de la EHF (1): 2019
- Liga de Macedonia del Norte de balonmano (2): 2019, 2021
- Liga SEHA (1): 2019
- Copa de Macedonia del Norte de balonmano (1): 2021

### Dinamo Bucarest
- Liga Națională (1): 2022

## Equipos
- TSG Friesenheim (2009-2011)
- Kadetten Schaffhausen (2011-2013)
- BM Atlético de Madrid (2013-2013)
- TuS Nettelstedt-Lübbecke (2014-2015)
- THW Kiel (2015-2019)
- RK Vardar (2019-2021)
- Dinamo Bucarest (2021-2023)
- Al Duhail SC (2023)
- PLER Budapest (2023)
- Tatabánya KC (2024- )